# Марк Порций Катон Младший

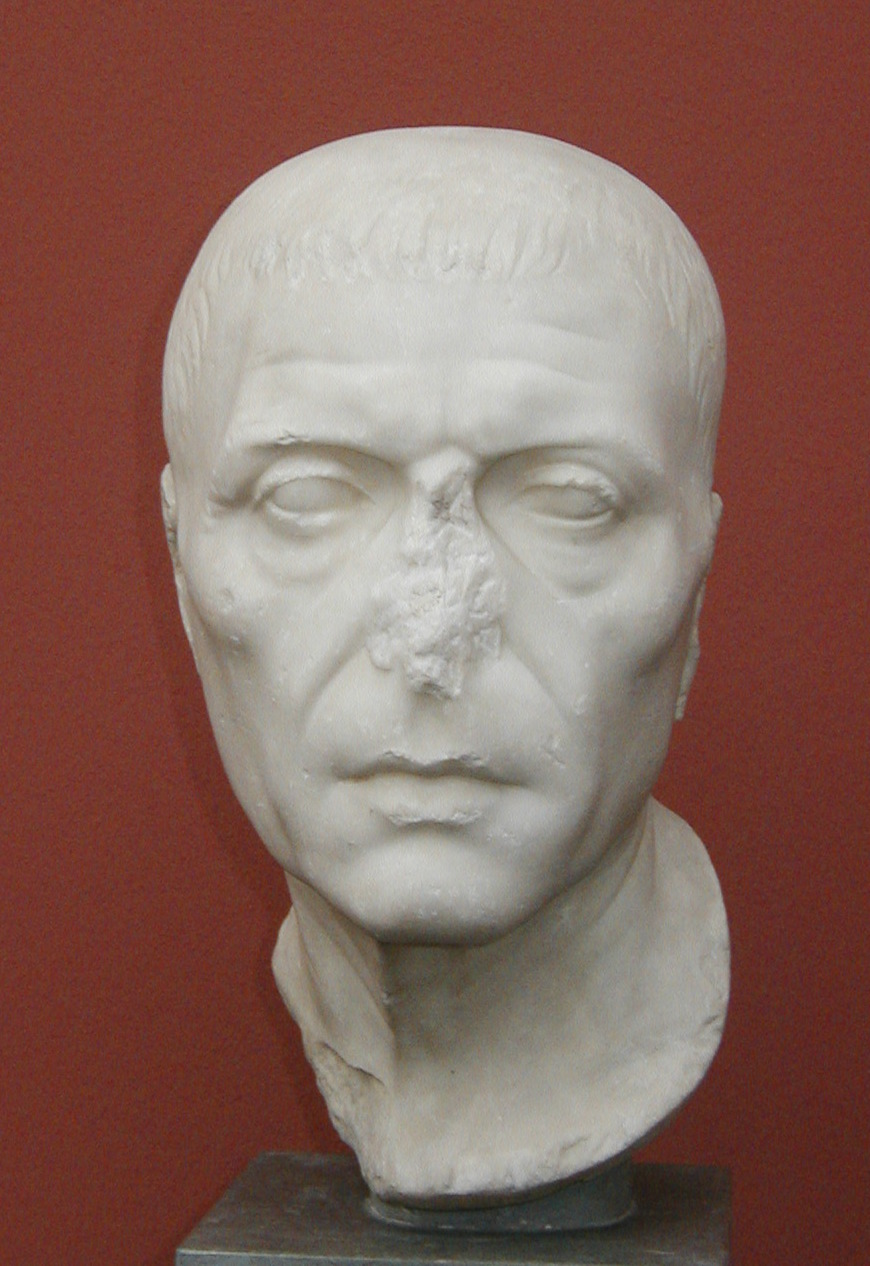
Бюст, отождествляемый с Катоном. Новая глиптотека Карлсберга, Копенгаген

Марк По́рций Като́н (известен также как Младший или Ути́ческий; лат. Marcus Porcius Cato (Minor/Uticensis); родился в 95 году до н. э., Рим, Римская республика — погиб в апреле 46 года до н. э., Утика, провинция Африка, Римская республика) — древнеримский политический деятель, правнук Марка Порция Катона Старшего (Цензора). Легат в 67 году до н. э., военный трибун в 67—66 годах до н. э., квестор в 64 году до н. э., народный трибун в 62 году до н. э., квестор с полномочиями пропретора в 58—56 годах до н. э., претор в 54 году до н. э.
Оставался неформальным политическим и идейным лидером большинства в римском сенате с конца 60-х годов до н. э. и до самой гражданской войны Помпея и Цезаря. Для современников был наиболее известен как образец строгих нравов, сторонник республиканских идей, лидер аристократии в сенате, принципиальный противник Цезаря и видный философ-стоик. После самоубийства в осаждённой Цезарем Утике стал символом защитников республиканского строя.

## Биография

### Происхождение, детство и юность
Марк Порций Катон родился в 95 году до н. э., хотя в редких случаях в качестве даты рождения называется 97 год. Катон был сыном Марка Порция Катона Салониана и Ливии Друзы, для которой это был второй брак. У Катона был единоутробный брат Квинт Сервилий Цепион и три сестры — Порция (полнородная), Сервилия Цепиона Прима и Сервилия Цепиона Секунда (единоутробные). Существует также предположение, что Сервилия Младшая была племянницей Катона. Первым мужем Ливии был Квинт Сервилий Цепион. По отцовской линии Катон принадлежал к плебеям, что позволило ему впоследствии занять должность народного трибуна, хотя ряд его предков по материнской линии принадлежали к патрициям.
Отец Катона умер между 95 и 91 годами до н. э., уже будучи избранным претором на следующий год (лат. praetor designatus). Катон также рано потерял мать (она умерла около 92 года до н. э.), а затем был убит и приютивший детей дядя по материнской линии Марк Ливий Друз, известный политик-реформатор. В настоящее время считается, что на дальнейшую деятельность Катона наложила сильный отпечаток именно потеря родителей. В частности, его непримиримая оппозиция попыткам Цезаря установить тиранию иногда объясняется особенностями характера, появившимися из-за отсутствия сильной доминирующей фигуры отца в период формирования личности.
Биограф Катона Плутарх сообщает, что в детстве Марк учился хорошо, но медленно, а также подвергал сомнению всё сказанное своим учителем Сарпедоном. Около 81 года Катон, наблюдая за проскрипциями, предложил убить всесильного на тот момент диктатора Суллу, хотя Катоны пережили гражданские войны прежде всего благодаря благосклонному отношению с его стороны. Уже в детстве Марк выделялся среди сверстников следованием строгим нормам морали и завоевал популярность (по крайней мере, подобная картина предстаёт в изображении Плутарха — единственного источника по детству Катона). Предполагается, что он с детства уяснил, что обязан уважением к себе не фамильными связями, а твёрдостью характера, и в дальнейшем следовал по этому пути.

### Начало карьеры

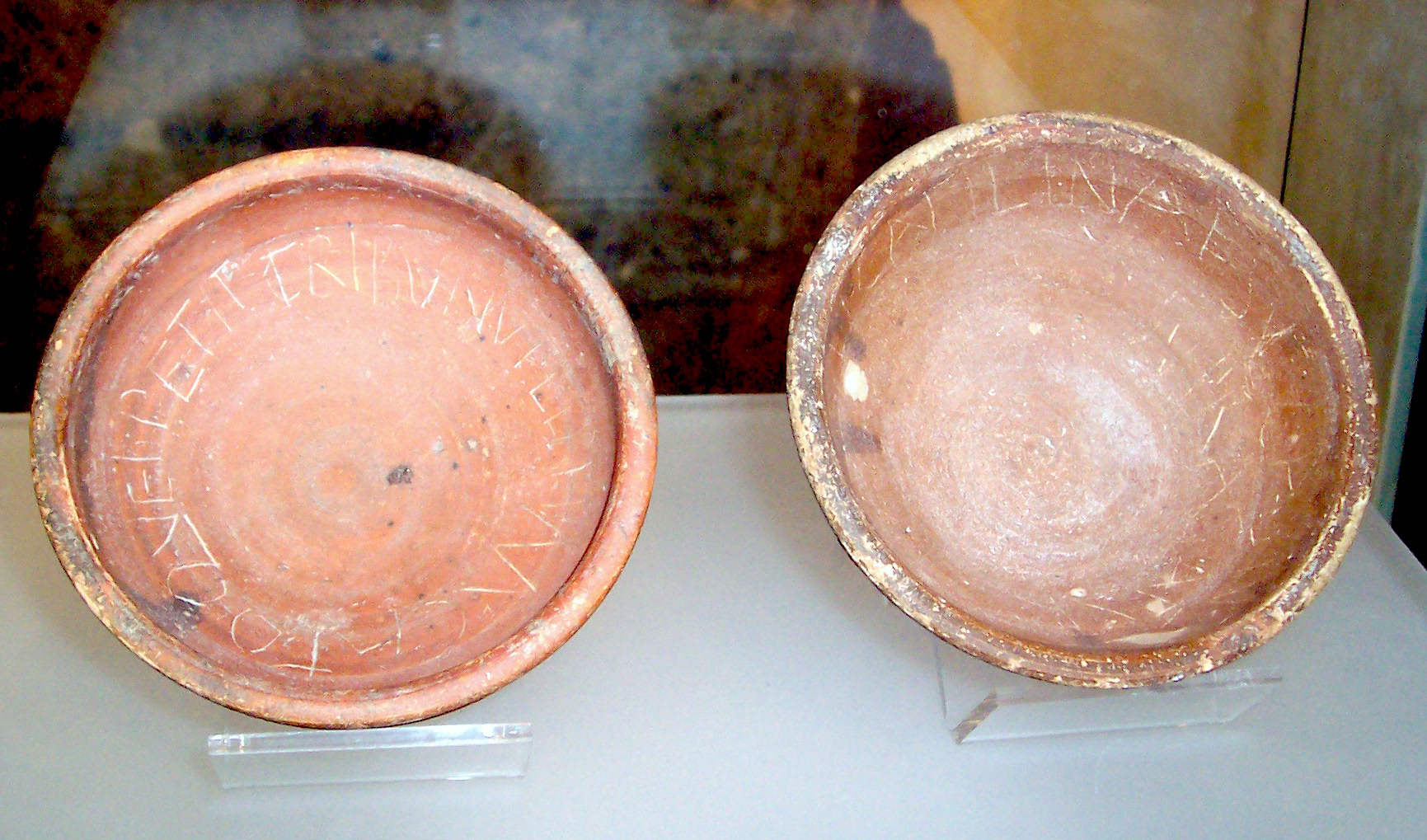
Глиняные «агитационные» миски. Их наполняли едой и раздавали на улице перед выборами всем желающим. Надписи внутри мисок содержали призывы проголосовать за того или иного кандидата. Слева — миска, призывающая голосовать за Катона на выборах народных трибунов (63 год до н. э.); справа — за Катилину (66 год до н. э.)

В молодости Катон стал жрецом Аполлона. В 72 году он отличился в подавлении восстания Спартака. Поступив добровольцем в армию Луция Геллия Публиколы, где его сводный брат был военным трибуном, Марк завоевал почёт образцовым повиновением и отвагой. Его поведение особо выделялось на фоне недисциплинированности и изнеженности большинства солдат. Геллий неоднократно хотел наградить Марка, но тот каждый раз отказывался и заявлял, что не совершил ничего выдающегося, за что, по замечанию Плутарха, он «уже с той поры прослыл чудаком».
Около 67 года был легатом, в 67—66 годах — военным трибуном в Македонии. В ходе выборов трибунов Катон был единственным, кто строго следовал новому закону о запрете на пользование услугами раба-номенклатора, и стал единственным человеком, кто сам держал в памяти имена всех встречных. По дороге в Македонию Катона сопровождали 15 рабов, два вольноотпущенника и четыре друга. Античные авторы указывают на то, что такая свита воспринималась современниками как совсем небольшая. После окончания полномочий в Македонии Марк совершил ознакомительную поездку по Востоку (достоверно известно о посещении Катоном малоазиатских провинций и Сирии). Также он, скорее всего, посетил Пергамскую библиотеку и её настоятеля Афинодора, знатока стоической философии. Своё путешествие он совершил очень скромно, и, если в городе не находилось места на постоялом дворе, городские власти иногда отказывали ему в предоставлении ночлега, не веря, что перед ними — правнук Катона Цензора. Уже тогда Катон прослыл высоконравственным человеком, и его с почётом встречал и просил заботиться о жене и детях в Риме Гней Помпей Магн — один из самых влиятельных людей того времени. После радушного приёма у всемогущего Помпея восточные города стали заискивать перед Катоном в поисках его расположения, хотя до встречи с Помпеем жители Антиохии проигнорировали его приезд.
На Востоке умер его брат, и очень привязанный к нему Катон устроил пышную церемонию кремации и установил памятник, хотя его прах Марк лично доставил в Италию. В сопровождении философа Афинодора Кордилиона, который многому научил Марка, он вернулся в Рим, занимался философией и произносил судебные речи, а также старался приобрести практические знания. Как минимум за 5 талантов он купил книгу о заведовании казной и оказался хорошо подготовленным к руководству финансами. Плутарх, впрочем, относит покупку книги к более позднему времени, а его подготовку к руководству казначейством сводит к изучению законодательства и общению со знатоками финансов.
В 64 году Катон вступил в должность квестора. Он произвёл перемены в работе казначейства (лат. aerarium — эра́рий), упорядочив ранее почти бесконтрольную деятельность писцов и счетоводов. Под его руководством были выплачены все долги казначейства и взысканы старые долги частных лиц. Он также скрупулёзно проверял подаваемые документы на подлинность — ради проверки одного документа он вызвал консулов, которые клятвенно подтвердили, что он настоящий. Помимо увеличения денежных резервов казны, в период его квестуры эрарий вновь стал уважаемым учреждением. В бытность квестором Катон также выступал за возвращение имущества, нажитого во время проскрипций сторонниками Суллы. Не преследуя их в судебном порядке, он публично заклеймил наиболее активных исполнителей проскрипций, после чего частные лица начали привлекать их к суду — ранее делать это боялись из-за страха перед влиятельными сулланцами.

### Деятельность в конце 60-х годов
В 63 году Катон участвовал в раскрытии и подавлении заговора Катилины. На одном из заседаний сената он заявил о намерении привлечь Луция Сергия Катилину к суду в то время, когда в Риме сведения о заговоре распространялись только на уровне слухов. На заседании 5 декабря он выступил одним из последних и своей речью склонил большинство сенаторов к идее казни лидеров заговора, хотя ранее они соглашались с умеренной позицией Цезаря о ссылке заговорщиков. Марк также открыто заявил о том, что Цезарь может быть сторонником Катилины. Это заседание считается редким примером того, как два молодых сенатора, которые ещё не были консулами, сыграли определяющую роль в формировании итогового решения. Благодаря этому выступлению репутация Катона была выведена на новый уровень. Позднее Катон первым провозгласил Цицерона «отцом отечества» (pater patriae).
В том же году Катон выступил одним из обвинителей в деле против Луция Лициния Мурены. Дело было возбуждено по обвинению в нарушении предвыборного законодательства. По собственному определению, Катон присоединился к делу «в интересах республики». При этом Марк также не стал преследовать в судебном порядке Децима Юния Силана, который приходился ему шурином. Стать одним из обвинителей его пригласил Сервий Сульпиций Руф, один из проигравших на выборах. Наиболее именитым защитником Мурены выступил консул Марк Туллий Цицерон, который произнёс сохранившуюся до наших дней речь, «изобилующую плоскими остротами по поводу значения юриспруденции или inventa стоиков», явно стараясь высмеять Катона. При этом отмечается, что шутливый стиль Цицерона был тонко рассчитан так, чтобы не задеть убеждений судей, которые могли придерживаться той же философии, что и Катон. В конце концов дело было решено в пользу Мурены. Предполагается, что это было связано с тем, что последние слушания проходили уже в ноябре или декабре, когда раскрытый заговор Катилины обострил обстановку в городе, и только Катон был заинтересован в проведении новых выборов в нестабильных условиях.
В 62 году стал народным трибуном. Пользуясь правом законодательной инициативы, провёл закон о снижении цен на хлеб. По-видимому, это было сделано для борьбы с растущим влиянием Цезаря. В 60 году вернувшийся из похода в Испании Гай Юлий Цезарь попытался получить право на триумф и одновременно выставить свою кандидатуру на выборах консулов на следующий год. Однако полководец не мог вступать в Рим до триумфа, в то время как для регистрации кандидата на выборах необходимо было его личное присутствие в Риме. Цезарь же просил исключения для себя. Сенаторы в целом выступили против возможности одновременного консулата и триумфа Цезаря, объединившись вокруг Катона. В то же время среди сенаторов было достаточно поддерживавших Цезаря, из-за чего Катон сорвал планы Цезаря обструкцией. В последний день регистрации кандидатов в консулы он произнёс речь, которая длилась до самого закрытия заседания, что не позволило сторонникам Цезаря поставить вопрос о проведении триумфа и заочном участии в выборах. В результате Цезарь отказался от проведения триумфа, войдя в город, однако после этого он смог выставить свою кандидатуру на выборах в консулы. На этих выборах Катон вместе со многими сенаторами поддержал Марка Кальпурния Бибула, снабдив его деньгами для подкупа избирателей. Это было названо подкупом «в интересах государства», несмотря на то, что Бибул приходился ему зятем. По итогам выборов консулами стали Цезарь и Бибул.

### Борьба против триумвирата

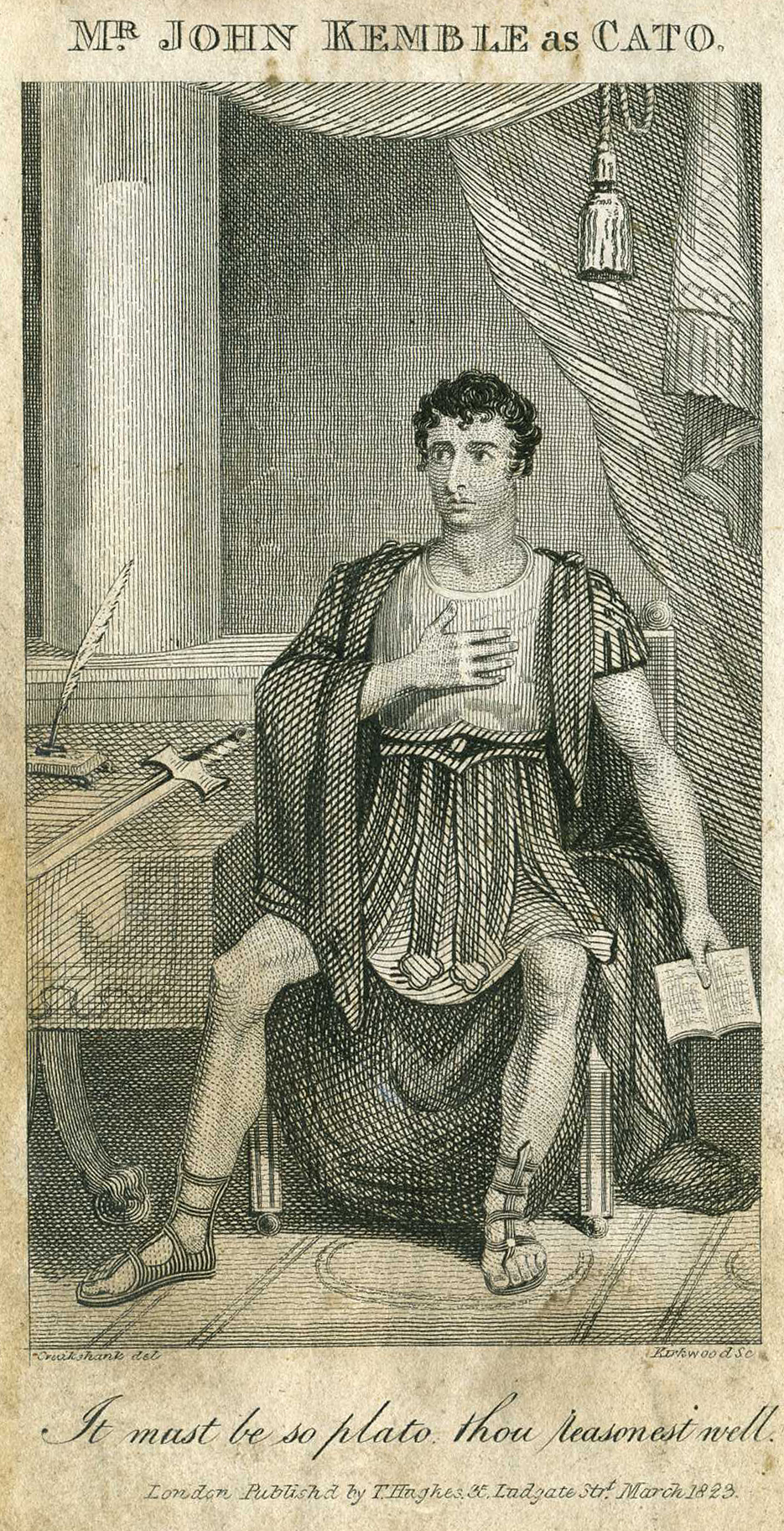
Гравюра с изображением сцены из пьесы «Катон» Джозефа Аддисона

В конце 60-х Катон стал одним из лидеров сенатского большинства, настроенного против Помпея. Его быстрое возвышение до неформального лидера сената и главного публичного защитника его политики было во многом связано с уходом из большой политики Луция Лициния Лукулла и смертью Квинта Лутация Катула Капитолина. Катул, главный оппонент Помпея Лукулл и оратор Квинт Гортензий Гортал представляли более старшее поколение, в своё время были близки к диктатору Луцию Корнелию Сулле и отличались строго консервативными настроениями. Катон же был одним из сенаторов нового поколения, которые родились в 102—90 годах и начали активную карьеру уже в 60-е годы. К ним принадлежали прежде всего Луций Домиций Агенобарб, Марк Кальпурний Бибул, Марк Фавоний, Публий Сервилий Ватия Исаврик. Сторонники Катона, в отличие от лидеров сената старшего поколения, выступали за определённые реформы.
На тот момент никакие компромиссы между Помпеем и сенаторами были невозможны из-за принципиально различных интересов. Таким образом, Марк оказался во главе группировки, которая была одним из претендентов на сосредоточение в своих руках всей власти. В начале 50-х годов вокруг Катона сгруппировались сенаторы, недовольные созданием первого триумвирата с участием Помпея, Цезаря и Марка Лициния Красса. Непримиримая оппозиция Марка по отношению к Помпею, Цезарю и триумвирату в целом во многом повлияла на позиции самих триумвиров.
В консулат Цезаря и Бибула (59 год) Катон активно противодействовал деятельности будущего диктатора. Некоторые исследователи предполагают возможность существования личных мотивов в глубокой ненависти Катона к Цезарю — в частности, хорошо известный и обсуждавшийся в Риме роман Цезаря с сестрой Катона Сервилией. Попытавшись однажды сорвать обсуждение некоего вопроса в сенате очередной обструкцией, мастером которой он был, Катон был направлен под арест в тюрьму ликтором Цезаря, и лишь молчаливо последовавшие за ним сенаторы вынудили Цезаря отменить приказание. Сенатор Марк Петрей сказал тогда Цезарю: «Я охотнее буду с Катоном в тюрьме, чем с тобой в сенате». В другой раз сторонники Цезаря вынесли Катона с форума на руках, когда он начал выступать против предложений Цезаря. В том же году Катона хотели обвинить в подстрекательстве к убийству Цезаря с помощью Веттия, хотя после загадочной смерти Веттия высказывались сомнения в правдивости обвинений. В настоящее время «дело Веттия» рассматривается как организованное Цезарем для дискредитации оппонентов.
После консулата и отъезда Цезаря в Галлию Катон неоднократно заявлял о намерении немедленно после роспуска легионов привлечь его к суду за деятельность в бытность консулом. Он также выступал против заочного избрания Цезаря консулом, когда этого потребовали триумвиры.
В 58 году Катон из-за интриг своих противников был послан на Кипр, чтобы изгнать оттуда Птолемея Кипрского, брата египетского правителя Птолемея XII. Возможно, его отправка на Кипр была связана с подготовкой и проведением закона о бесплатной раздаче хлеба Публием Клодием Пульхром. Катон немного задержался в Риме и отбыл уже после того, как в изгнание был отправлен Цицерон — ещё один видный политик, скептически относившийся как к триумвирам, так и к Клодию. Инициаторы «почётного удаления» Катона и изгнания Цицерона из Рима не ясны — возможно, Клодий действовал по заданию Помпея и Цезаря (или одного лишь Цезаря), но также возможно, что Клодий действовал самостоятельно, а триумвиры лишь поддержали удаление из города своих видных оппонентов.
Перед экспедицией на остров Марк, находясь на Родосе, предложил Птолемею Кипрскому сдаться добровольно, пообещав почётную жреческую должность, но он по каким-то причинам покончил жизнь самоубийством. Там же Катон провёл переговоры с египетским фараоном Птолемеем XII, а затем на некоторое время отправился в Византий, где своим авторитетом сумел прекратить беспорядки. На Кипре, где его вмешательство оказалось минимальным, Катон был вместе со своим племянником Марком Юнием Брутом. Со своей миссией Катон справился, вернувшись с богатой добычей (благодаря репутации честного человека никто не заподозрил его в присвоении части богатств) и получив от сената ряд благодарностей. Среди почестей были право присутствовать на общественных праздниках в тоге с пурпурной каймой и почётная претура. Тем не менее, его отъезд значительно разобщил и ослабил сенат. На Кипре Катон находился с 58 по 56 годы.
Возвращение Катона позволило сплотить противников триумвирата и организовать более активное противостояние оставшимся в Риме Помпею и Крассу. После совещания в Луке (56 год) Катон, стремясь сорвать замысел триумвиров по избранию в консулы Красса и Помпея (они угрозами и подкупом заставили остальных кандидатов отказаться от участия в выборах), уговаривал Луция Домиция Агенобарба стать альтернативным кандидатом в консулы. Однако неизвестные (скорее всего, люди триумвиров) не пустили его и Домиция на Форум, убили сопровождавшего их факелоносца и ранили Катона, после чего он смирился с безальтернативным избранием Помпея и Красса. Тогда же, однако, Катон попытался избраться в преторы на 55 год, чтобы, «имея противниками консулов [Помпея и Красса], самому не оставаться частным лицом». Помпей и Красс решительно противодействовали попытке Катона стать претором. Сперва они убедили сенат изменить схему выборов, чтобы избежать ответственности за подкуп избирателей, но даже подкупленные избиратели проголосовали за Катона. Помпей, который проводил голосование, объявил о неблагоприятном знамении, и голосование было перенесено. К повторному голосованию избирателям раздавали более ценные подарки, и кандидатура Катона была провалена, причём в день голосования никто не сомневался в том, что выборы несправедливые. Отмечается, что консулат Помпея и Красса в 55 году стал результатом подкупов, запугиваний и прочих нарушений, а не неудачной политики сенатского большинства во главе с Катоном. Эти выборы также обнаружили системный кризис триумвирата — его участники планировали заполучить власть в виде продвижения своих сторонников в магистраты и проведения своих законов, но достичь этого в рамках устоявшихся средств политической борьбы оказалось невероятно трудно. Более того, в долгосрочной перспективе выборы консулов на 55 год были более выгодны Катону и его группировке, поскольку они показали всем слабость триумвиров, которые не смогли обойтись без попрания избирательного законодательства для достижения победы.
В 55 году Катон активно противодействовал инициативе народного трибуна Гая Требония передать Помпею и Крассу провинции на пять лет с расширенными правами, став единственным, кто пошёл наперекор триумвирам и произнёс обличительную речь против законопроекта перед народным собранием. После окончания временно́го регламента ликтор силой стащил его с ростральной трибуны, но Катон продолжил говорить и не остановился, даже когда его по приказу Требония повели в тюрьму. Толпа двинулась за Марком, и Требоний приказал освободить его. В декабре того же года Катон со второй попытки стал претором на 54 год. Он руководил quaestio de repetundis — судебной комиссией по делам о взятках и вымогательствах должностных лиц. Во время претуры вёл громкие процессы Габиния и Скавра. Он также предлагал выдать Цезаря германцам, которых он обманул. Кроме того, несмотря на участие в подкупе избирателей при продвижении Бибула в консулы, Катон проявил огромную активность по борьбе с нарушениями на выборах магистратов.
В этот период активные противники триумвиров были уже в меньшинстве, хотя ряды его сторонников были в целом сильны под влиянием противоречивой политики триумвиров. Возвращение из изгнания Цицерона и возвращение Катона с Кипра сплотило сенаторов, выступавших против политики триумвирата. Как и в случае с Домицием, приверженцами Катона в сенате в основном руководил страх перед триумвиратом. Кроме того, Катон своей прямолинейностью начал отталкивать некоторых из своих сторонников. Так, он ухудшил свои отношения с Цицероном, отказавшись поддержать отмену всех распоряжений Публия Клодия Пульхра как незаконных, поскольку он по рождению был патрицием, но уже в зрелом возрасте был усыновлён плебеем и стал трибуном. Тем не менее, Цицерон продолжал высоко ценить Катона за редкие в его время качества: серьёзность, неподкупность, мудрость, доблесть и искренний патриотизм.

### Поддержка Помпея

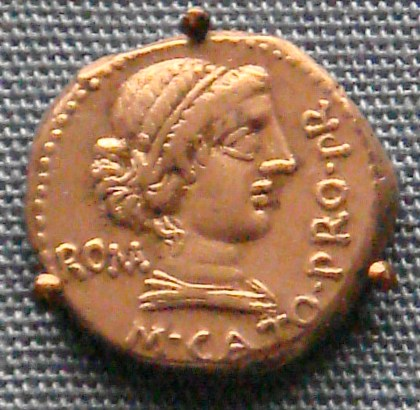
Серебряный денарий Катона (47—46 г. до н. э.) с изображением богини Roma

В 52 году окончательно перешёл к поддержке Помпея, став инициатором его избрания единоличным консулом в обстановке беспорядков после убийства Публия Клодия Пульхра (первым предложение внёс Бибул — человек Катона). Он приветствовал это убийство, а на суде над Титом Аннием Милоном, которого обвиняли в убийстве Клодия, был за его оправдание. Смену своей позиции Катон объяснял тем, что «виновник этих бед должен сам положить им конец». В то же время он отказался стать советником Помпея. Тогда же Марк неудачно выставил кандидатуру на выборах консулов на 51 год — были избраны Марк Клавдий Марцелл и Сервий Сульпиций Руф.
Причины перехода Катона к поддержке Помпея остаются неясными. Возможно, речь шла в большей степени о разрыве между триумвирами и сближении Помпея с сенатом. Начиная с древности было широко распространено мнение, что Помпей всё время вёл двойную игру, стремясь одновременно объединиться с сенатскими «консерваторами» и порвать с Цезарем. Альтернативой этому мнению является предположение, будто Катон не рассчитывал на союз и прибег к услугам Помпея только для наведения порядка в городе, охваченном постоянными беспорядками.

### Начало гражданской войны

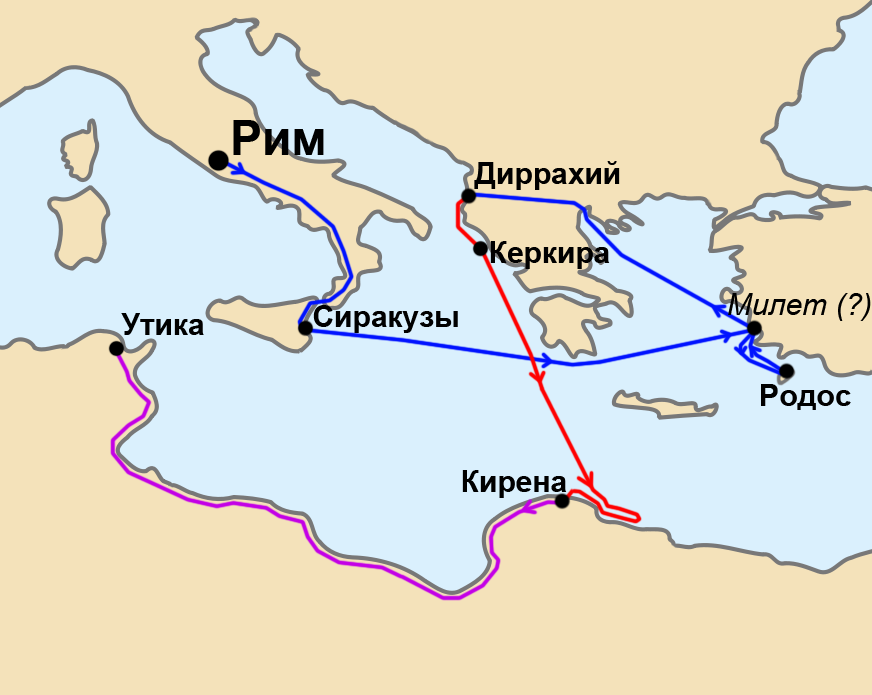
Путь Катона в гражданскую войну. Точные маршруты и факт посещения Милета являются предположением, посещение всех остальных мест подтверждается источниками.
Путь в 49 году
Путь в 48 году (до зимы 48/47 годов)
Путь с зимы 48/47 годов до 46 года

Когда началась гражданская война, Катон был против уступок Цезарю и вместе с Помпеем бежал из Рима, надев с этого дня «траур по погибели отечества». Предположительно в феврале 49 года он был направлен на Сицилию для организации обороны, но когда не позже апреля туда прибыл человек Цезаря Гай Азиний Поллион, Катон заявил, что не станет подвергать опасности местное население и уходит из провинции. Согласно Плутарху, Катон уплыл из Сицилии, узнав, что из Италии уже бежал Помпей. Встречается, впрочем, и предположение, что Катон усиленно готовил Сицилию к обороне и отплыл с острова только потому, что не успел закончить приготовления.
Сдав без боя Сицилию, летом Катон отправился в Азию, однако люди Помпея не доверяли ему ответственные дела, за исключением путешествия на Родос и убеждения местных жителей в лояльности Помпею. Поскольку в Азии в его помощи не нуждались, осенью 49 года Катон перебрался в Диррахий, вблизи которого располагались основные силы Помпея и Цезаря. Начав преследовать Цезаря, Помпей выделил Марку некоторые военные силы. В Диррахии в это же время находился Цицерон.
Катон никогда не проявлял большого энтузиазма в гражданскую войну и открыто говорил о том, что он сражается на проигрывающей стороне. Тем не менее, на протяжении всей войны лагерь Катона был одним из основных мест сбора противников Цезаря из числа нобилитета. В битве при Фарсале он не участвовал. После поражения часть помпеянцев бежала на Керкиру. Катон к этому времени управлял резервными силами и флотом из 300 кораблей и находился, по-видимому, именно на Керкире. Узнав, что Помпей бежал с Фарсала другим путём, Катон принял решение найти его и передать ему свои войска. Отправляясь в путь, Катон предложил принять командование над своими войсками Цицерону, поскольку, несмотря на небольшой военный опыт, Цицерон когда-то был консулом и обладал формальным приоритетом в получении командования войсками. Марк отправился в Киренаику, откуда надеялся перебраться в Египет и соединиться с бежавшим Помпеем. В пути он встретил флот Секста Помпея, который рассказал об убийстве своего отца. После получения известий о смерти Помпея ведущие помпеянцы устроили совещание на Керкире, хотя, возможно, оно произошло раньше, но без участия Помпея. Было решено, что Катон вместе с Квинтом Цецилием Метеллом Пием Сципионом Назикой, который когда-то увёл у Катона невесту перед свадьбой, отправится организовывать сопротивление Цезарю в Африке. Плутарх сохранил сведения о том, что решение отправить Сципиона в Африку было связано с древним пророчеством, по которому всему роду Сципионов было суждено всегда там побеждать. Планировалось, что в Африке, под которой прежде всего понималась местность значительно западнее Египта, войска противников Цезаря будут усилены местными гарнизонами и отрядами Юбы, правителя Нумидии.

### Африканская кампания. Самоубийство
Вместе со своими войсками, численность которых не достигала и десяти тысяч, Катон совершил переход из Кирены (современная северо-восточная Ливия) в район Утики (современный северный Тунис). При этом было решено идти по суше, поскольку зимняя погода не располагала к путешествию морем. Подобный выбор пути был нечастым и заведомо трудным. Полководец неприхотливо переносил трудности похода — сохранились сведения, что Катон прошёл весь путь пешком и в пути обедал сидя, а не лёжа, как это было принято в Риме. После объединения сил африканские войска просили, чтобы ими продолжал руководить Катон, но он отказался, указывая на то, что среди республиканцев находится бывший консул Сципион, в то время как Катон достиг только более низкой должности претора. Тем не менее, вскоре Марк понял, что Сципион — никудышный полководец, пренебрегающий советами более опытных военачальников в выборе стратегии.

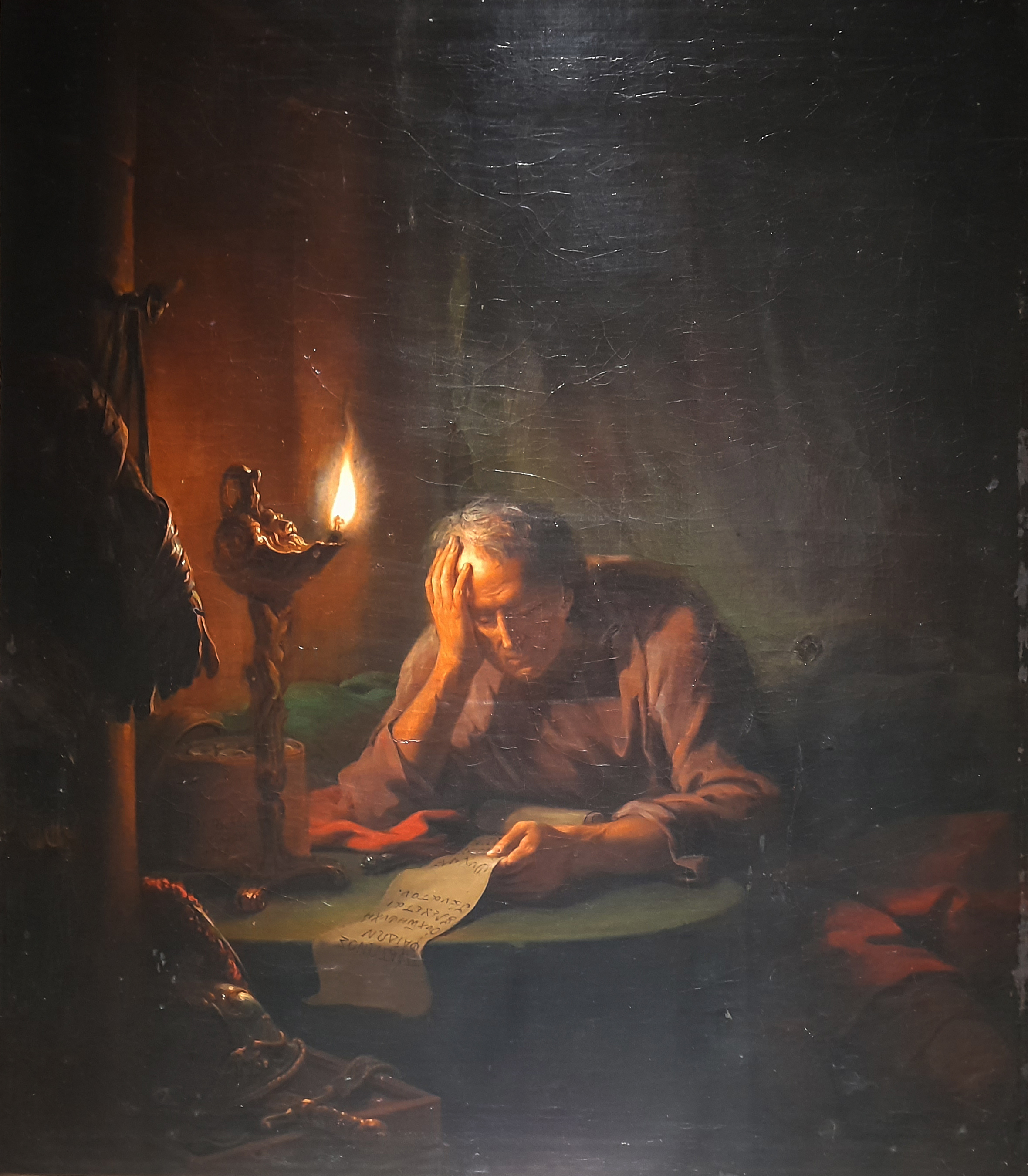
Иоганн Генрих Тишбейн. Катон перед смертью читает платоновского «Федона»

Во время африканской кампании царь Юба и Сципион предлагали разрушить Утику за поддержку Цезаря, однако Катон высказался за сохранение города, так что вскоре местные жители попросили возглавить оборону города именно его. Некоторые исследователи рассматривают новое назначение Катона как почётную ссылку. В основных военных действиях он не участвовал, но организовывал оборону Утики — «сделал огромные запасы хлеба и привёл в порядок укрепления, воздвигнув башни, проведя перед городом глубокие рвы и насыпав вал». После того, как стало известно о разгроме Сципиона и Юбы в битве при Тапсе (известия пришли в Утику на третий день после битвы, то есть 8 апреля 46 года), в городе началась паника. Катон успокоил горожан и предложил городскому совету обсудить вопрос о судьбе города. Ряд горожан высказывались за сопротивление Цезарю под руководством Катона и предлагали даже освободить рабов и раздать им оружие, однако крупные рабовладельцы сопротивлялись последнему предложению и начинали склоняться к сдаче города Цезарю. Поняв, что оборона города бесперспективна, он разрешил всем желающим покинуть город и просил прибывшие в Утику отряды не преследовать ушедших из города. Сам он остался в городе.
Когда большинство горожан Утики покинуло город, Катон за обедом произнёс речь, из которой собравшиеся решили, что он готовится покончить жизнь самоубийством. После обеда Катон обошёл городские караулы, пришёл домой и прилёг, взяв почитать диалог Платона «Федон». Обратив внимание на то, что из его комнаты убрали меч, он потребовал вернуть его на место. Его домашние старались удержать его от самоубийства, на что Катон сказал, что он ещё не решил, как быть дальше. После этого ему вернули меч, и Катон сказал, что теперь он сам хозяин своей судьбы, после чего ещё дважды прочитал «Федона» и заснул. В полночь он проснулся и дважды посылал своих людей проверять, все ли горожане сели на корабли и покинули город.
Уже пели петухи. Катон было снова задремал, когда появился Бут и сообщил, что в гавани всё спокойно, и Катон велел ему затворить дверь, а сам лёг, словно собираясь проспать остаток ночи. Едва, однако, Бут вышел, как он обнажил меч и вонзил себе в живот пониже груди; больная рука не смогла нанести достаточно сильного удара, и он скончался не сразу, но в предсмертных муках упал с кровати, опрокинув стоявший рядом столик со счётною доской, так что рабы услышали грохот, закричали, и тут же в спальню ворвались сын и друзья. Увидев его, плавающего в крови, с вывалившимися внутренностями, но ещё живого — взор его ещё не потускнел — они оцепенели от ужаса, и только лекарь, приблизившись, попытался вложить на место нетронутую мечом часть кишок и зашить рану. Но тут Катон очнулся, оттолкнул врача и, собственными руками снова разодрав рану, испустил дух.

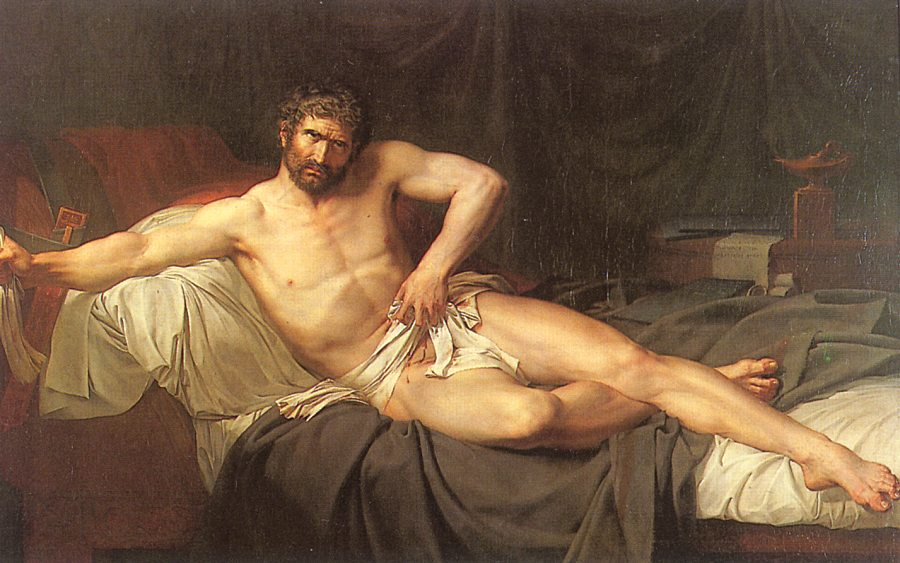
Гийом Гийон-Летьер. Смерть Катона Утического. 1795. Эрмитаж.

Ряд обстоятельств указывает на сходство самоубийств Катона и Сократа. Катон, как считают современные исследователи, сознательно ориентировался на Сократа, хотя и избрал способом самоубийства не цикуту, а меч. При этом решение о самоубийстве у Катона хорошо согласовывалось с положениями стоической философии, приверженцем которой он был. В то же время в I в. до н. э. — II в. н. э. наблюдалась «мода» на самоубийства видных римлян, в частности, писателей.

## Личная жизнь
|                         |                         |                         |                         |                         |                         |                      |                      |                                      |                                      |                                      |                                      |                                      |                                      |                           |                           |                           |                           |               |               |                                  |                                  |                                  |                                  |                                  |                                  |                          |                          |                          |                          |                       |                       |                                 |                                 |                                 |                                 |                                 |                                 |                            |                            |                            |                            |
|                         |                         |                         |                         | Салония (2-я жена)      | Салония (2-я жена)      | Салония (2-я жена)   | Салония (2-я жена)   | Салония (2-я жена)                   | Салония (2-я жена)                   |                                      |                                      | Марк Порций Катон Старший            | Марк Порций Катон Старший            | Марк Порций Катон Старший | Марк Порций Катон Старший | Марк Порций Катон Старший | Марк Порций Катон Старший |               |               |                                  |                                  |                                  |                                  |                                  |                                  |                          |                          |                          |                          |                       |                       |                                 |                                 |                                 |                                 |                                 |                                 |                            |                            |                            |                            |
|                         |                         |                         |                         | Салония (2-я жена)      | Салония (2-я жена)      | Салония (2-я жена)   | Салония (2-я жена)   | Салония (2-я жена)                   | Салония (2-я жена)                   |                                      |                                      | Марк Порций Катон Старший            | Марк Порций Катон Старший            | Марк Порций Катон Старший | Марк Порций Катон Старший | Марк Порций Катон Старший | Марк Порций Катон Старший |               |               |                                  |                                  |                                  |                                  |                                  |                                  |                          |                          |                          |                          |                       |                       |                                 |                                 |                                 |                                 |                                 |                                 |                            |                            |                            |                            |
|                         |                         |                         |                         |                         |                         |                      |                      |                                      |                                      |                                      |                                      |                                      |                                      |                           |                           |                           |                           |               |               |                                  |                                  |                                  |                                  |                                  |                                  |                          |                          |                          |                          |                       |                       |                                 |                                 |                                 |                                 |                                 |                                 |                            |                            |                            |                            |
|                         |                         |                         |                         |                         |                         |                      |                      | Марк Порций Катон Салониан           |                                      |                                      |                                      |                                      |                                      |                           |                           |                           |                           |               |               |                                  |                                  |                                  |                                  |                                  |                                  |                          |                          |                          |                          |                       |                       |                                 |                                 |                                 |                                 |                                 |                                 |                            |                            |                            |                            |
|                         |                         |                         |                         |                         |                         |                      |                      |                                      |                                      |                                      |                                      |                                      |                                      |                           |                           |                           |                           |               |               |                                  |                                  |                                  |                                  |                                  |                                  |                          |                          |                          |                          |                       |                       |                                 |                                 |                                 |                                 |                                 |                                 |                            |                            |                            |                            |
|                         |                         |                         |                         |                         |                         |                      |                      | Марк Порций Катон Салониан (2-й муж) | Марк Порций Катон Салониан (2-й муж) | Марк Порций Катон Салониан (2-й муж) | Марк Порций Катон Салониан (2-й муж) | Марк Порций Катон Салониан (2-й муж) | Марк Порций Катон Салониан (2-й муж) |                           |                           | Ливия Друза               | Ливия Друза               | Ливия Друза   | Ливия Друза   | Ливия Друза                      | Ливия Друза                      |                                  |                                  |                                  |                                  |                          |                          |                          |                          |                       |                       | Квинт Сервилий Цепион (1-й муж) | Квинт Сервилий Цепион (1-й муж) | Квинт Сервилий Цепион (1-й муж) | Квинт Сервилий Цепион (1-й муж) | Квинт Сервилий Цепион (1-й муж) | Квинт Сервилий Цепион (1-й муж) |                            |                            |                            |                            |
|                         |                         |                         |                         |                         |                         |                      |                      | Марк Порций Катон Салониан (2-й муж) | Марк Порций Катон Салониан (2-й муж) | Марк Порций Катон Салониан (2-й муж) | Марк Порций Катон Салониан (2-й муж) | Марк Порций Катон Салониан (2-й муж) | Марк Порций Катон Салониан (2-й муж) |                           |                           | Ливия Друза               | Ливия Друза               | Ливия Друза   | Ливия Друза   | Ливия Друза                      | Ливия Друза                      |                                  |                                  |                                  |                                  |                          |                          |                          |                          |                       |                       | Квинт Сервилий Цепион (1-й муж) | Квинт Сервилий Цепион (1-й муж) | Квинт Сервилий Цепион (1-й муж) | Квинт Сервилий Цепион (1-й муж) | Квинт Сервилий Цепион (1-й муж) | Квинт Сервилий Цепион (1-й муж) |                            |                            |                            |                            |
|                         |                         |                         |                         |                         |                         |                      |                      |                                      |                                      |                                      |                                      |                                      |                                      |                           |                           |                           |                           |               |               |                                  |                                  |                                  |                                  |                                  |                                  |                          |                          |                          |                          |                       |                       |                                 |                                 |                                 |                                 |                                 |                                 |                            |                            |                            |                            |
|                         |                         |                         |                         |                         |                         |                      |                      |                                      |                                      |                                      |                                      |                                      |                                      |                           |                           |                           |                           |               |               |                                  |                                  |                                  |                                  |                                  |                                  |                          |                          |                          |                          |                       |                       |                                 |                                 |                                 |                                 |                                 |                                 |                            |                            |                            |                            |
| Луций Домиций Агенобарб | Луций Домиций Агенобарб | Луций Домиций Агенобарб | Луций Домиций Агенобарб | Луций Домиций Агенобарб | Луций Домиций Агенобарб |                      |                      | Порция Катона                        | Порция Катона                        | Порция Катона                        | Порция Катона                        | Порция Катона                        | Порция Катона                        |                           |                           |                           |                           |               |               |                                  |                                  |                                  |                                  |                                  |                                  |                          |                          | Сервилия Младшая (?)     | Сервилия Младшая (?)     | Сервилия Младшая (?)  | Сервилия Младшая (?)  | Сервилия Младшая (?)            | Сервилия Младшая (?)            |                                 |                                 | Луций Лициний Лукулл            | Луций Лициний Лукулл            | Луций Лициний Лукулл       | Луций Лициний Лукулл       | Луций Лициний Лукулл       | Луций Лициний Лукулл       |
| Луций Домиций Агенобарб | Луций Домиций Агенобарб | Луций Домиций Агенобарб | Луций Домиций Агенобарб | Луций Домиций Агенобарб | Луций Домиций Агенобарб |                      |                      | Порция Катона                        | Порция Катона                        | Порция Катона                        | Порция Катона                        | Порция Катона                        | Порция Катона                        |                           |                           |                           |                           |               |               |                                  |                                  |                                  |                                  |                                  |                                  |                          |                          | Сервилия Младшая (?)     | Сервилия Младшая (?)     | Сервилия Младшая (?)  | Сервилия Младшая (?)  | Сервилия Младшая (?)            | Сервилия Младшая (?)            |                                 |                                 | Луций Лициний Лукулл            | Луций Лициний Лукулл            | Луций Лициний Лукулл       | Луций Лициний Лукулл       | Луций Лициний Лукулл       | Луций Лициний Лукулл       |
|                         |                         |                         |                         |                         |                         |                      |                      |                                      |                                      |                                      |                                      |                                      |                                      |                           |                           |                           |                           |               |               |                                  |                                  |                                  |                                  |                                  |                                  |                          |                          |                          |                          |                       |                       |                                 |                                 |                                 |                                 |                                 |                                 |                            |                            |                            |                            |
|                         |                         |                         |                         |                         |                         |                      |                      |                                      |                                      |                                      |                                      |                                      |                                      |                           |                           |                           |                           |               |               |                                  |                                  |                                  |                                  |                                  |                                  |                          |                          |                          |                          |                       |                       |                                 |                                 |                                 |                                 |                                 |                                 |                            |                            |                            |                            |
|                         |                         |                         |                         | Марция (2-я жена)       | Марция (2-я жена)       | Марция (2-я жена)    | Марция (2-я жена)    | Марция (2-я жена)                    | Марция (2-я жена)                    |                                      |                                      | Марк Порций Катон Младший            | Марк Порций Катон Младший            | Марк Порций Катон Младший | Марк Порций Катон Младший | Марк Порций Катон Младший | Марк Порций Катон Младший |               |               | Атилия (1-я жена)                | Атилия (1-я жена)                | Атилия (1-я жена)                | Атилия (1-я жена)                | Атилия (1-я жена)                | Атилия (1-я жена)                |                          |                          | Квинт Сервилий Цепион    | Квинт Сервилий Цепион    | Квинт Сервилий Цепион | Квинт Сервилий Цепион | Квинт Сервилий Цепион           | Квинт Сервилий Цепион           |                                 |                                 |                                 |                                 |                            |                            |                            |                            |
|                         |                         |                         |                         | Марция (2-я жена)       | Марция (2-я жена)       | Марция (2-я жена)    | Марция (2-я жена)    | Марция (2-я жена)                    | Марция (2-я жена)                    |                                      |                                      | Марк Порций Катон Младший            | Марк Порций Катон Младший            | Марк Порций Катон Младший | Марк Порций Катон Младший | Марк Порций Катон Младший | Марк Порций Катон Младший |               |               | Атилия (1-я жена)                | Атилия (1-я жена)                | Атилия (1-я жена)                | Атилия (1-я жена)                | Атилия (1-я жена)                | Атилия (1-я жена)                |                          |                          | Квинт Сервилий Цепион    | Квинт Сервилий Цепион    | Квинт Сервилий Цепион | Квинт Сервилий Цепион | Квинт Сервилий Цепион           | Квинт Сервилий Цепион           |                                 |                                 |                                 |                                 |                            |                            |                            |                            |
|                         |                         |                         |                         |                         |                         |                      |                      |                                      |                                      |                                      |                                      |                                      |                                      |                           |                           |                           |                           |               |               |                                  |                                  |                                  |                                  |                                  |                                  |                          |                          |                          |                          |                       |                       |                                 |                                 |                                 |                                 |                                 |                                 |                            |                            |                            |                            |
|                         |                         |                         |                         |                         |                         |                      |                      |                                      |                                      |                                      |                                      |                                      |                                      |                           |                           |                           |                           |               |               |                                  |                                  |                                  |                                  |                                  |                                  |                          |                          |                          |                          |                       |                       |                                 |                                 |                                 |                                 |                                 |                                 |                            |                            |                            |                            |
|                         |                         |                         |                         | 1 сын и 2 дочери (?)    | 1 сын и 2 дочери (?)    | 1 сын и 2 дочери (?) | 1 сын и 2 дочери (?) | 1 сын и 2 дочери (?)                 | 1 сын и 2 дочери (?)                 |                                      |                                      | Марк Порций Катон                    | Марк Порций Катон                    | Марк Порций Катон         | Марк Порций Катон         | Марк Порций Катон         | Марк Порций Катон         |               |               | Марк Юний Брут Старший (1-й муж) | Марк Юний Брут Старший (1-й муж) | Марк Юний Брут Старший (1-й муж) | Марк Юний Брут Старший (1-й муж) | Марк Юний Брут Старший (1-й муж) | Марк Юний Брут Старший (1-й муж) |                          |                          | Сервилия Старшая         | Сервилия Старшая         | Сервилия Старшая      | Сервилия Старшая      | Сервилия Старшая                | Сервилия Старшая                |                                 |                                 | Децим Юний Силан (2-й муж)      | Децим Юний Силан (2-й муж)      | Децим Юний Силан (2-й муж) | Децим Юний Силан (2-й муж) | Децим Юний Силан (2-й муж) | Децим Юний Силан (2-й муж) |
|                         |                         |                         |                         | 1 сын и 2 дочери (?)    | 1 сын и 2 дочери (?)    | 1 сын и 2 дочери (?) | 1 сын и 2 дочери (?) | 1 сын и 2 дочери (?)                 | 1 сын и 2 дочери (?)                 |                                      |                                      | Марк Порций Катон                    | Марк Порций Катон                    | Марк Порций Катон         | Марк Порций Катон         | Марк Порций Катон         | Марк Порций Катон         |               |               | Марк Юний Брут Старший (1-й муж) | Марк Юний Брут Старший (1-й муж) | Марк Юний Брут Старший (1-й муж) | Марк Юний Брут Старший (1-й муж) | Марк Юний Брут Старший (1-й муж) | Марк Юний Брут Старший (1-й муж) |                          |                          | Сервилия Старшая         | Сервилия Старшая         | Сервилия Старшая      | Сервилия Старшая      | Сервилия Старшая                | Сервилия Старшая                |                                 |                                 | Децим Юний Силан (2-й муж)      | Децим Юний Силан (2-й муж)      | Децим Юний Силан (2-й муж) | Децим Юний Силан (2-й муж) | Децим Юний Силан (2-й муж) | Децим Юний Силан (2-й муж) |
|                         |                         |                         |                         |                         |                         |                      |                      |                                      |                                      |                                      |                                      |                                      |                                      |                           |                           |                           |                           |               |               |                                  |                                  |                                  |                                  |                                  |                                  |                          |                          |                          |                          |                       |                       |                                 |                                 |                                 |                                 |                                 |                                 |                            |                            |                            |                            |
|                         |                         |                         |                         |                         |                         |                      |                      | Марк Кальпурний Бибул (1-й муж)      | Марк Кальпурний Бибул (1-й муж)      | Марк Кальпурний Бибул (1-й муж)      | Марк Кальпурний Бибул (1-й муж)      | Марк Кальпурний Бибул (1-й муж)      | Марк Кальпурний Бибул (1-й муж)      |                           |                           | Порция Катона             | Порция Катона             | Порция Катона | Порция Катона | Порция Катона                    | Порция Катона                    |                                  |                                  | Марк Юний Брут (2-й муж)         | Марк Юний Брут (2-й муж)         | Марк Юний Брут (2-й муж) | Марк Юний Брут (2-й муж) | Марк Юний Брут (2-й муж) | Марк Юний Брут (2-й муж) |                       |                       |                                 |                                 |                                 |                                 |                                 |                                 |                            |                            |                            |                            |
|                         |                         |                         |                         |                         |                         |                      |                      | Марк Кальпурний Бибул (1-й муж)      | Марк Кальпурний Бибул (1-й муж)      | Марк Кальпурний Бибул (1-й муж)      | Марк Кальпурний Бибул (1-й муж)      | Марк Кальпурний Бибул (1-й муж)      | Марк Кальпурний Бибул (1-й муж)      |                           |                           | Порция Катона             | Порция Катона             | Порция Катона | Порция Катона | Порция Катона                    | Порция Катона                    |                                  |                                  | Марк Юний Брут (2-й муж)         | Марк Юний Брут (2-й муж)         | Марк Юний Брут (2-й муж) | Марк Юний Брут (2-й муж) | Марк Юний Брут (2-й муж) | Марк Юний Брут (2-й муж) |                       |                       |                                 |                                 |                                 |                                 |                                 |                                 |                            |                            |                            |                            |

### Семья
Катону не везло в личной жизни. В молодости он обручился с Эмилией Лепидой, но её прежний обручённый Квинт Цецилий Метелл Пий Сципион Назика, узнав о готовящейся свадьбе с Катоном, вернул себе Лепиду, хотя ранее отказался от обязательств. По свидетельству Плутарха, Катон пребывал в ярости из-за расстроившейся свадьбы и даже намеревался подать на Сципиона в суд, но в конце концов ограничился словесным выражением своего гнева: «он осы́пал Сципиона бранью, употребив для этого всю едкость Архилоха, но не позволяя себе его разнузданных и мальчишеских выходок». Впоследствии Метелл Сципион стал политическим противником Катона, хотя в африканской кампании они участвовали на одной стороне. В конце концов его первой женой стала Атилия. Около 63 года Катон дал Атилии развод. По сведениям Плутарха, не сохранившего детали, причиной развода стало некое некорректное поведение Атилии. Второй его женой стала Марция, внучка Луция Марция Филиппа — сводная сестра Октавиана.
Атилия родила Катону сына и дочь. Сын Марк был убеждённым республиканцем, сопровождал отца в Африке, был помилован Цезарем, но затем примкнул к заговорщикам против него и погиб в битве при Филиппах. Дочь Порция вышла замуж за организатора этого заговора Марка Юния Брута, была посвящена в его детали, а после известий о смерти мужа покончила жизнь самоубийством. Возможно, Атилия родила Катону ещё по меньшей мере одну дочь. У Марции и Катона было трое детей, но о них практически ничего не известно.
Выступая как pater familias — глава семейства Порциев Катонов — Марк в значительной степени влиял на заключение браков своими родственниками. Так, Помпей хотел породниться с Катоном с помощью брака с одной его племянницей и женитьбой своего сына на другой его племяннице. Родственники Катона всячески склоняли его к тому, чтобы дать согласие на брак с крайне влиятельным полководцем и его сыном, однако он отказался, как считали древние, из-за недостойного поведения Помпея. По мнению некоторых исследователей, Катоном часто манипулировала его сестра Сервилия Старшая.
Известно о нескольких случаях заключения браков родственниками Марка по откровенно политическим соображениям. Так, один из лидеров оппозиции Помпею Луций Лициний Лукулл женился на Сервилии Младшей после развода с первой женой из-за неприемлемого для римской матроны поведения последней. И хотя его новая жена вела себя не менее распущенно, чем первая, Луций остался с ней в браке именно ради связей с Катоном.
Кроме того, в середине 50-х годов известный оратор и политический союзник Марка Квинт Гортензий Гортал упорно добивался заключения брака с целью скрепления политического союза общими детьми. Первоначально Гортензий пытался склонить Марка отдать ему в жёны дочь Порцию, которая уже была замужем за Марком Кальпурнием Бибулом. После его отказа Гортензий попросил себе в жёны Марцию, которая тогда была женой Катона и родила ему трёх детей. Катон согласился, и после согласования с отцом Марции состоялись развод с Марком и брак с Квинтом. В 49 году, вскоре после смерти Гортензия, Катон вновь женился на Марции.

### Взгляды
Катон запомнился современникам как сторонник строгих нравов, которые в среде римской элиты середины I века до н. э. считались анахронизмом. На фоне своих современников он вёл очень скромный образ жизни, хотя ему досталось крупное наследство в 120 талантов. Катон стал также известен как знаток государственных финансов и был известен скрупулёзным отношением к вопросам расходов казны.
Его философские взгляды, обычно определяемые как стоические, сформировались на основе бесед с философом-стоиком Антипатром Тирским. При этом он всячески стремился к практическому применению стоической философии.
Катон также был видным оратором. Он начал активно упражняться в ораторском мастерстве, когда стал жрецом Аполлона. При этом он не был активным участником политических и судебных дискуссий. Это поведение он характеризовал так: «Я начну говорить лишь тогда, когда буду уверен, что мне не лучше было бы промолчать». Современные исследователи вслед за Цицероном признают за Катоном статус первого «красноречивого стоика», имея в виду синтез характерной для ораторов-стоиков логической аргументации с традиционными представлениями о красноречии.
Из написанного Катоном сохранилось только одно письмо к Цицерону; также сохранились три письма Цицерона к Катону, относящиеся к 50 году.

## Оценки. Образ в культуре

### Современники
У современников Катон снискал славу человека необычайной для своего времени честности. Даже пристрастие к вину — один из признанных недостатков Марка — его друзья объясняли тем, что днём он слишком занят государственными делами, а потому в свободное время он имеет право вести беседы с философами за кубком вина.
Идеализм Катона в политике часто критиковался, в том числе и соратниками, например Цицероном:
Ведь я люблю нашего Катона не меньше, чем ты, а между тем он, с наилучшими намерениями и со своей высокой добросовестностью, иногда наносит государству вред. Он высказывается так, словно находится в «государстве» Платона, а не среди подонков Ромула.
Представитель враждебного Катону политического лагеря Гай Саллюстий Крисп оставил такую его характеристику, высоко оценивая его моральные качества:
Катона же отличали умеренность, чувство долга, но больше всего суровость. Он соперничал не в богатстве с богатым и не во власти с властолюбцем, но со стойким в мужестве, со скромным в совестливости, с бескорыстным в воздержности. Быть честным, а не казаться им предпочитал он. Таким образом, чем меньше искал он славы, тем больше следовала она за ним.
С уважением отзывались о личности Катона Гай Юлий Цезарь и неизвестный автор «Записок об Африканской войне».

### Образ в культуре

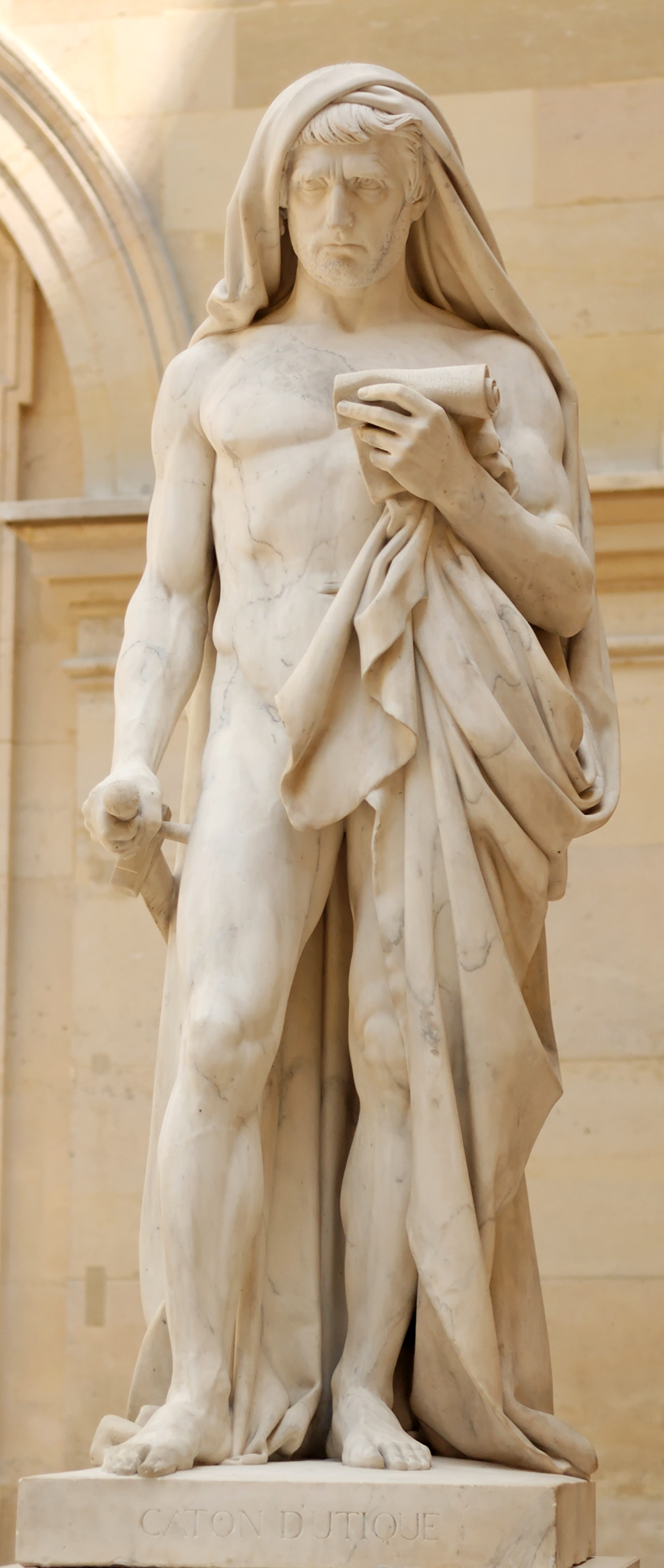
Жан-Батист Роман, Франсуа Руде. 1825—1840. Катон Утический. Лувр

Катон стал объектом политической полемики после смерти. После своего самоубийства он стал символом республики для врагов Цезаря и противников первых императоров. Сначала Цицерон написал апологетическое сочинение «Катон», на которое Цезарь ответил довольно большим памфлетом «Антикатон» в двух книгах. Предполагается, что именно в «Антикатоне» содержалась история, будто Катон просеивал пепел кремированного брата в поисках золота. Эта часть произведения и другие подобные известия считались явной клеветой уже современниками. Хотя «Антикатон» не сохранился, предполагается, что он представлял собой сборник всех слухов, порочащих Катона, включая самые нелепые из них. Кроме того, Марк Юний Брут написал свою версию «Катона» (предположительно, после появления памфлета Цезаря), а затем Октавиан Август написал свою версию «Антикатона». Ни один из памфлетов не сохранился, лишь часть содержания сочинений Цицерона и Брута известна по переписке Цицерона и ссылкам других авторов, а «Антикатон» Цезаря известен во фрагментах и ссылках других авторов. По-видимому, «Катон» Цицерона пользовался большой популярностью и служил одним из источников вдохновения для ряда римлян, настроенных против Цезаря, в то время как «Антикатон» Цезаря не имел широкого распространения.
Поэт эпохи Юлиев-Клавдиев Марк Анней Лукан в поэме «Фарсалия» сделал Катона главным положительным героем. По словам М. фон Альбрехта, лукановский Катон — «полноценный заменитель стушевавшихся богов», своим совершенством превосходящий человеческую меру и стоящий в нравственном отношении много выше Юпитера эпической традиции или Фортуны, благосклонной Цезарю. Однако при всем стоическом содержании образа «своей пламенной страстью к свободе, жертвенностью и готовностью к смерти он напоминает скорее святого аскета или мученика, нежели уравновешенного созерцателя-философа».
Авторитет Катона признавался даже идейными противниками. В эпоху принципата его восхваляли даже некоторые историки-апологеты режима. Плутарх написал его биографию в своей знаменитой серии «Сравнительные жизнеописания». Предполагается, что его биография была написана в числе последних, то есть её написание относится к 110-м годам. Параллельным героем из Греции для Катона был афинянин Фокион. Сопоставление двух героев биографий не сохранилось.
К образу Катона обращались также писатели, публицисты, художники, скульпторы в Средние века и Новое время. Аврелий Августин в своём произведении «О граде Божьем» на протяжении двух глав рассуждает о нравственном выборе Катона при принятии решения о самоубийстве и приходит к выводу о его непоследовательности, а также предполагает существование зависти к славе Цезаря.
В «Пире» Данте Алигьери Катон представляет добродетельного гражданина империи, живущего не для себя, но для сограждан и всего мира, а возвращение Марции к мужу символизирует возвращение человеческой души к Создателю. В «Божественной комедии» переход странника через Ад сравнивается с походом Катона через пустыню и противопоставляется плаванию Улисса в XXVI песне «Ада». Катон как образец моральной свободы сделан стражем Чистилища в целом, а его блистающее лицо ассоциируется с обликом Моисея.
В 1712 году Джозеф Аддисон написал трагедию «Катон», впервые поставленную в 1713 году и ставшую популярной в англоязычном мире. В XVIII веке Катон стал популярным классицистическим героем, ему были посвящены: в Италии поэма в терцинах «Смерть Катона» (1713) и трагедия «Катон в Утике» (1728) П. Метастазио; в Германии трагедия «Умирающий Катон» (1732) Готшеда; во Франции трагедия «Катон Утический» (1794) Ф. Ренуара; в Португалии трагедия «Катон» (1820) Ж. Б. Алмейда-Гаррета. Немецкий писатель Георг Бюхнер написал очерк «Катон Утический».
Ряд французских художников Нового времени — Шарль Лебрен, Луи Андре Габриэль Буше, Пьер Буийон, Пьер Нарцисс Герен, Гийом Летьер — изобразили сцену самоубийства Катона.
Антонио Вивальди написал оперу «Катон в Утике» (1737). Леонардо Винчи написал оперу «Катон в Утике» (1728).
В кинематографе образ Катона используется редко и, как правило, лишь в ролях второго плана. В мини-сериале 2002 года «Юлий Цезарь» роль Катона исполнил Кристофер Уокен, в телесериале «Рим» — Карл Джонсон.

### Оценки в историографии
- Теодор Моммзен назвал Катона Дон-Кихотом римской аристократии[134].
- Рональд Сайм охарактеризовал Катона как «грозного лидера олигархии в её последней борьбе»[155].
- Сергей Львович Утченко охарактеризовал политическую позицию Катона в ранний период его деятельности как «вечный оппозиционер из консервативного лагеря»[156], а в последний — как «последний „несгибаемый“ республиканец»[157]. Историк также называет соображения, которыми Катон руководствовался в политической деятельности, «слишком прямолинейными и даже туповатыми»[158].
- Также Катон характеризуется как «лидер непреклонных консерваторов в сенате»[159] и как «защитник status quo»[160].

## Комментарии и цитаты
1. ↑  Цитата: Учился он вяло и усваивал значения медленно, но раз усвоенное запоминал крепко и надолго. <…> Кроме того, учение Катону затрудняла, по-видимому, и его упрямая недоверчивость.
2. ↑  Цитата: Сулла был старым другом семьи Катона и время от времени приглашал его к себе и беседовал с ним — милость, которую он оказывал очень немногим по причине величия своей власти и высоты своего могущества. Сарпедон очень дорожил этими посещениями, считая, что они служат не только чести, но и безопасности его воспитанника, и часто водил мальчика приветствовать Суллу, чей дом в ту пору, из-за бесчисленного множества приводимых на допрос и страдавших под пытками, с виду ничем не отличался от застенка. Катону был тогда четырнадцатый год. Видя, как выносят головы людей, известных в Риме, и присутствующие потихоньку вздыхают, он спросил как-то раз своего наставника, почему никто не убьёт хозяина этого дома. Сарпедон ответил: «Его боятся, сынок, ещё больше, чем ненавидят». — «Почему же тогда, — продолжал мальчик, — ты не дал мне меч — я бы его убил и избавил отечество от рабства!»
3. ↑  Цитата: Когда началась война с рабами — её называют ещё Спартаковой войной, — Катон вступил добровольцем в войско, которым командовал Геллий. Он сделал это ради своего брата Цепиона, служившего у Геллия военным трибуном. Хотя ему и не удалось найти применение для своего мужества и усердия в той мере, в какой ему хотелось, ибо начальники вели войну плохо, всё же среди изнеженности и страсти к роскоши, которые владели тогда солдатами, он обнаружил такое умение повиноваться, столько выдержки, столько отваги, неизменно соединявшейся с трезвым расчётом, что, казалось, ни в чём не уступал Катону Старшему.
4. ↑  Цитата: Вскоре был принят закон, запрещавший соискателям высших должностей пользоваться услугами номенклатора, и единственным человеком, повиновавшимся этому закону, оказался Катон, который выступил кандидатом на должность военного трибуна. Он принял на себя труд без чужой помощи приветствовать встречных, называя их по имени, больно задевши этим даже своих приверженцев и почитателей: чем яснее постигали они благородство его поступков, тем горше становилось им при мысли, что подражать Катону они не в силах.
5. ↑  Цитата: Прежде чем выступить на государственном поприще, Катон из любознательности пожелал объехать Азию, чтобы познакомиться с особенностями каждой провинции, её обычаями и образом жизни, а заодно угодить галату Дейотару, который, по праву старинной дружбы и гостеприимства, связывавших их семьи, просил его побывать в Галатии
6. ↑  Цитата: Едва-едва не утонув и спасшись лишь благодаря какой-то удивительной случайности, он всё же не застал Цепиона в живых и, насколько мы можем судить, перенёс эту потерю более тяжело, чем полагалось философу: я имею в виду не только слёзы, не только ласки, которые он расточал мёртвому телу, сжимая его в объятиях, и вообще силу скорби, но и расходы на погребение — он сжёг вместе с трупом дорогие благовония и одежды, а затем поставил на площади в Эне памятник из тёсаного фасосского мрамора стоимостью в восемь талантов <…> Когда он уже искал корабль, идущий в Брундизий, друзья говорили ему, что прах Цепиона не следовало бы везти на том же судне, но Катон ответил им, что скорее расстанется со своею душой, чем с этим прахом, и вышел в море.
7. ↑  Цитата: Уже и сложив с себя квестуру, Катон не оставил казначейство без присмотра: что ни день там бывали его рабы, переписывая ежедневную ведомость прихода и расхода, а сам он за пять талантов купил книги, содержавшие расчёты по заведованию государственным достоянием со времени Суллы, и постоянно держал их под рукой.
8. ↑  Цитата: …он сразу же, как занял должность, произвёл большие перемены в деятельности служителей и писцов казначейства, которые, постоянно держа в своих руках государственные акты и законы, а начальников получая всякий раз молодых и, по неопытности, безусловно нуждающихся в учителях и наставниках, не повиновались им, но скорее сами становились их начальниками, — и так продолжалось до тех пор, пока за дело с жаром не взялся Катон. Он не удовольствовался званием квестора и почестями, которые оно давало, но, владея и разумом, и мужеством, и собственным суждением, решил, что впредь писцы будут выполнять лишь те обязанности, какие им надлежит выполнять, а именно — обязанности слуг; с тем он и принялся изобличать виновных в злоупотреблениях и учить заблуждающихся по неведению. Но так как эти наглецы перед остальными квесторами заискивали, против Катона же дружно ополчились, он одного из них выгнал, уличив в мошенничестве при разделе наследства, а другого привлёк к суду за легкомысленное отношение к своим обязанностям.
9. ↑  Цитата: Сломив таким образом своеволие писцов и ведая делами по собственному усмотрению, Катон в короткий срок достиг того, что казначейству стали оказывать больше уважения, нежели сенату, и все в Риме считали и открыто говорили, что Катон придал квестуре консульское достоинство.
10. ↑  Цитата: Всё же Силану, который был женат на его сестре Сервилии, и следовательно, приходился ему свойственником, он сделал снисхождение и оставил его в покое, а Луция Мурену привлёк к суду за то, что тот, якобы, с помощью подкупа достиг должности вместе с Силаном.
11. ↑  Цитата: Между тем, на счастье Катона, Птолемей Кипрский покончил с собой, отравившись ядом.
12. ↑  Цитата: Затем, обеспечив себе этим решением право безнаказанно подкупать граждан, они [Помпей и Красс] поставили преторами своих прислужников и друзей, сами раздавая деньги и сами же возглавляя подачу голосов. Впрочем слава и нравственное совершенство Катона взяли сперва верх и над этими кознями, ибо народ робел, считая чудовищным злодеянием продать на выборах Катона — Катона, которого Риму не грех было бы и купить себе в преторы! — и триба, призванная к голосованию первой, высказалась за него.
13. ↑  Цитата: Тогда Помпей, самым бессовестным образом солгав, будто он слышал раскат грома, внезапно распустил Собрание: римляне верят, что такие явления требуют искупительных жертв, и потому при каких бы то ни было знаках с небес любое решение считают недействительным.
14. ↑  Цитата: Снова был пущен в ход обильный и щедрый подкуп, лучших граждан выгнали с Поля и, наконец, силою добились своего: претором вместо Катона был избран Ватиний. Затем, как сообщают, все, подавшие голоса, в таком вопиющем противоречии с законами и справедливостью, немедленно удалились чуть ли не бегом, остальные же, полные негодования, не желали расходиться, с разрешения кого-то из трибунов тут же открылось Собрание.
15. ↑  Архилох — известный древнегреческий сатирический поэт.
16. ↑  Плутарх употребляет причастие от глагола «ἀσχημονέω» — вести себя непристойно (по словарю Дворецкого). В переводе Плутарха Спиридона Дестуниса — «непристойное поведение», в переводе Симона Маркиша — «скандальное поведение».
17. ↑  Мать Октавиана Атия Бальба вторым браком была замужем за Луцем Марцием Филиппом, у которого от предыдущего брака была дочь Марция.
18. ↑  Плутарх (Катон Младший, 25) упоминает, что в конце 60-х годов у Катона уже было несколько дочерей, к которым мог свататься Помпей, но не уточняет их число: οὐ τῶν ἀδελφιδῶν, ἀλλὰ τῶν θυγατέρων (не племянниц, но дочерей).
19. ↑  Цитата: Вначале он пил только одну чашу и сразу же поднимался из-за стола, но со временем стал выказывать чрезвычайную приверженность к питью, так что часто проводил за вином всю ночь до зари. Причину этого друзья видели в общественных делах, которые отнимают у Катона весь день, ничего не оставляя для учёных бесед, а потому до рассвета он сидит с философами над чашею вина.
20. ↑  Цитата: «Что прежде всего сказать о его поступке, как не то, что его друзья, среди которых было немало людей учёных, благоразумно уговаривали его не делать этого, считая его поступок проявлением духа скорее слабого, чем сильного, ибо он являл собою не столько утверждение чести, избегающей бесчестного, а слабость, не способную перенести несчастье. Это доказал и сам Катон на примере своего любимого сына. Ведь если было бесчестьем жить под властью победившего Цезаря, то зачем отец сделал соучастником этого бесчестья сына, внушив ему положиться во всем на благосклонность Цезаря? Почему он не принудил и его умереть вместе с собою?
Если Торкват поступил похвально, умертвив сына, который вопреки приказу сразился с неприятелем и даже победил его, то почему же побеждённый Катон, не пощадив себя, пощадил побеждённого сына? Ужели быть победителем, вопреки распоряжению, более бесчестно, чем терпеть победившего неприятеля? Таким образом, Катон отнюдь не считал бесчестным жить под властью победившего Цезаря; иначе он освободил бы своего сына от этого бесчестия отцовским мечом. Итак, что же значит его поступок, как не то, что насколько он любил сына, пощады которому он желал и ждал от Цезаря, настолько же завидовал славе самого Цезаря, опасаясь, чтобы тот не пощадил и его самого, как сказал об этом, говорят, сам Цезарь; или же (чтобы сказать более снисходительно) он стыдился этой славы».

### Исторические источники
- Аппиан. Гражданские войны. Текст на русском и древнегреческом языках.
- Веллей Патеркул. Римская история. Текст на русском и латинском языках.
- Кассий Дион. Римская история. Текст на древнегреческом языке.
- Плутарх. Катон Младший. Текст на русском и древнегреческом языках.
- Тит Ливий. История от основания города. Текст на русском и латинском языках.
- Саллюстий. Заговор Катилины. Текст на русском и латинском языках.

### Исследования

#### Монографии
- Ковалёв С. И. История Рима. — Л.: ЛГУ, 1986. — 742 с.
- Моммзен Т. История Рима. — СПб.: Наука, 2005. — 431 с.
- Утченко С. Л. Древний Рим. События. Люди. Идеи. — М.: Наука, 1969. — 323 с.
- Утченко С. Л. Идейно-политическая борьба в Риме накануне падения республики. — М.: Изд-во АН СССР, 1952. — 299 с.
- Циркин Ю. Б. Последние республиканцы (Катон, Брут, Кассий) / Гражданские войны в Риме. Побеждённые. — СПб.: СПбГУ, 2006. — 314 с.
- Cambridge Ancient History. — Second edition. — Vol. IX. — Cambridge, 1992. — 929 p.
- Fehrle R. Cato Uticensis. — Darmstadt: Wissenschaftliche Buchgesellschaft, 1983. — 341 S.
- Geiger J. A commentary on Plutarch’s Cato minor. — Oxford: University of Oxford, 1971. — 780 p.
- Gruen E. The Last Generation of the Roman Republic. — Berkeley, 1995. — 596 p.
- Ormsby R. J. The literary portrait of Cato Uticensis in Lucan’s Bellum civile. — Washington, 1970. — 312 p.
- Syme R. The Roman Revolution. — Oxford, 1939. — 568 p.
- Wussow S. Die Persönlichkeit des Cato Uticensis — Zwischen stoischer Moralphilosophie und republikanischem Politikverständnis. — Dortmund, 2004. — 339 S.
- Thommen L. Das Volkstribunat der späten römischen Republik. — Historia Einzelschriften. — Stuttgart: Franz Steiner Verlag, 1989. — P. 287. — ISBN 978-3515051873.

#### Статьи
- Badian E. M. Porcius Cato and the Annexation and Early Administration of Cyprus // The Journal of Roman Studies. — 1965. — Vol. 55, No. 1/2, Parts 1 and 2. — P. 110—121.
- Bellemore J. Cato the Younger in the East in 66 B.C. // Historia: Zeitschrift für Alte Geschichte. — 1995, 3rd quarter. — Vol. 44, No. 3. — P. 376—379.
- Bellemore J. The Quaestorship of Cato and the Tribunate of Memmius // Historia: Zeitschrift für Alte Geschichte. — 1996, 4th quarter. — Vol. 45, No. 4. — P. 504—508.
- Craig C. P. Cato’s Stoicism and the Understanding of Cicero’s Speech for Murena // Transactions of the American Philological Association (1974-). — 1986. — Vol. 116. — P. 229—239.
- Frost B. P. An interpretation of Plutarch’s Cato the Younger // History of Political Thought. — 1997. — Vol. 18, № 1. — P. 2—23.
- George D. B. Lucan’s Cato and Stoic Attitudes to the Republic // Classical Antiquity. — 1991. — Vol. 10, No. 2. — P. 237—258.
- Griffin M. Philosophy, Cato, and Roman Suicide: I // Greece & Rome, Second Series. — 1986. — Vol. 33, No. 1. — P. 64—77.
- Griffin M. Philosophy, Cato, and Roman Suicide: II // Greece & Rome, Second Series. — 1986. — Vol. 33, No. 2. — P. 192—202.
- Irvin Oost S. Cato Uticensis and the Annexation of Cyprus // Classical Philology. — 1955. — Vol. 50, No. 2. — P. 98—112.
- Means T., Dickison S. K. Plutarch and the Family of Cato Minor // The Classical Journal. — 1974 (February — March). — Vol. 69, No. 3. — P. 210—215.
- Nelson H. Cato the Younger as a Stoic Orator // The Classical Weekly. — Dec. 18, 1950. — Vol. 44, No. 5. — P. 65—69.
- Sklenář R. La Republique des Signes: Caesar, Cato, and the Language of Sallustian Morality // Transactions of the American Philological Association (1974-). — 1998. — Vol. 128. — P. 205—220.
- Stem R. The First Eloquent Stoic: Cicero on Cato the Younger // The Classical Journal. — 2005 (October — November). — Vol. 101, No. 1. — P. 37—49.
- Swain S. Plutarch’s Lives of Cicero, Cato, and Brutus // Hermes. — 1990. — Vol. 118, No. 2. — P. 192—203.
- Zadorojnyi A. J. Cato’s Suicide in Plutarch // The Classical Quarterly. — 2007. — Vol. 57, No. 1. — P. 216—230.
- Катон, Марк Порций Младший // Энциклопедический словарь Брокгауза и Ефрона : в 86 т. (82 т. и 4 доп.). — СПб., 1890—1907.